# 沖縄県道219号渡久地港線
沖縄県道219号渡久地港線（おきなわけんどう219ごう とぐちこうせん）は沖縄県国頭郡本部町渡久地港と渡久地交差点とを結ぶ一般県道。

## 概要

### 区間
- 起点：国頭郡本部町字渡久地（渡久地港）
- 終点：国頭郡本部町字渡久地（渡久地交差点、沖縄県道84号名護本部線）
- 総延長：615m（実延長も同じ）

### 通過自治体
- 国頭郡本部町

### 交差・重複路線
- 沖縄県道244号渡久地山入端線（旧本部循環線の部分のみで終点まで重複）
- 沖縄県道84号名護本部線（終点）

### 主要施設
- 渡久地港（起点）

### 路線バス
旧本部循環線（渡久地港入口 - 渡久地交差点）の区間のみ以下の路線が琉球バス交通・沖縄バスの共同運行で乗り入れている。
- 65番・本部半島（渡久地廻り）線
- 66番・本部半島（今帰仁廻り）線
- 70番・備瀬線
- 76番・瀬底線

## 歴史・特徴
- 1953年（昭和28年）に渡久地港入口 - 渡久地交差点の区間が琉球政府道112号線に指定、1972年（昭和47年）の本土復帰とともに主要地方道本部循環線（県道112→71号）となった。
- 1975年（昭和50年）に海洋博覧会の関連事業として本部町大浜 - 渡久地間に本部大橋が開通。この本部大橋経由の区間が本部循環線（現国道449号）の本線となり、これまでの本部町の中心を通る渡久地交差点経由の区間は旧道となる。そして1977年（昭和52年）にこの旧道区間を本部循環線の区間から外し、替わって渡久地港入口 - 渡久地交差点の旧道区間と渡久地港に通じる町道を県道渡久地港線に指定した。
- このため、渡久地港 - 渡久地港入口の区間は道幅が狭く、ひと目ではわかりにくい。渡久地港入口 - 渡久地交差点はもともと県道なので道路状況はよい。また港入口前の旧本部循環線側には県道番号の標識が設置されているが、港への細道には設置されていない。また本部町大浜の国道449号側の旧道との分岐の案内標識では旧道側のわずかな区間は県道でないにもかかわらず県道219号と案内されていたこともあった（現在は県道番号表示部分は隠している。また国道から旧道に入り、少し進むと県道244号渡久地山入端線となる）。